# Hiroki Kawano
Hiroki Kawano (japanisch 河野 広貴 Kawano Hiroki; * 30. März 1990 in der Präfektur Kanagawa) ist ein japanischer Fußballspieler.

## Karriere
Kawano erlernte das Fußballspielen in der Jugendmannschaft von Tokyo Verdy. Seinen ersten Vertrag unterschrieb er 2007 bei Tokyo Verdy. Der Verein spielte in der zweithöchsten Liga des Landes, der J2 League. 2007 wurde er mit dem Verein Vizemeister der J2 League und stieg in die J1 League auf. Am Ende der Saison 2008 stieg der Verein wieder in die J2 League ab. Für den Verein absolvierte er 114 Ligaspiele. 2012 wechselte er zum Erstligisten FC Tokyo. Für den Verein absolvierte er 102 Erstligaspiele. 2017 wechselte er zum Ligakonkurrenten Sagan Tosu. Für den Verein absolvierte er neun Erstligaspiele. 2019 kehrte er zum Zweitligisten Tokyo Verdy zurück.